# Eresia apicalis
Eresia apicalis är en fjärilsart som beskrevs av Johannes Karl Max Röber 1913. Eresia apicalis ingår i släktet Eresia och familjen praktfjärilar. Inga underarter finns listade i Catalogue of Life.